# Каплинский Починок
Каплинский Починок — деревня в Буйском районе Костромской области. Входит в состав Центрального сельского поселения.

## География
Находится в западной части Костромской области на расстоянии приблизительно 33 км на юго-запад по прямой от районного центра города Буй на правом берегу реки Шача недалеко от деревни Лоходомово.

## История
В 1872 году здесь (тогда просто деревня Починок) был учтен 1 двор, в 1907 году (уже деревня Починок Семков) — 24. Впоследствии населенный пункт долгое время был деревней Починок, недавняя смена названия связана с наличием в Буйском районе нескольких деревень с одинаковым названием.

## Население
Постоянное население составляло 7 человек (1872 год), 96 (1897), 120 (1907), 5 в 2002 году (русские 100 %), 2 в 2022.